# Édouard Jean-Baptiste Milhaud

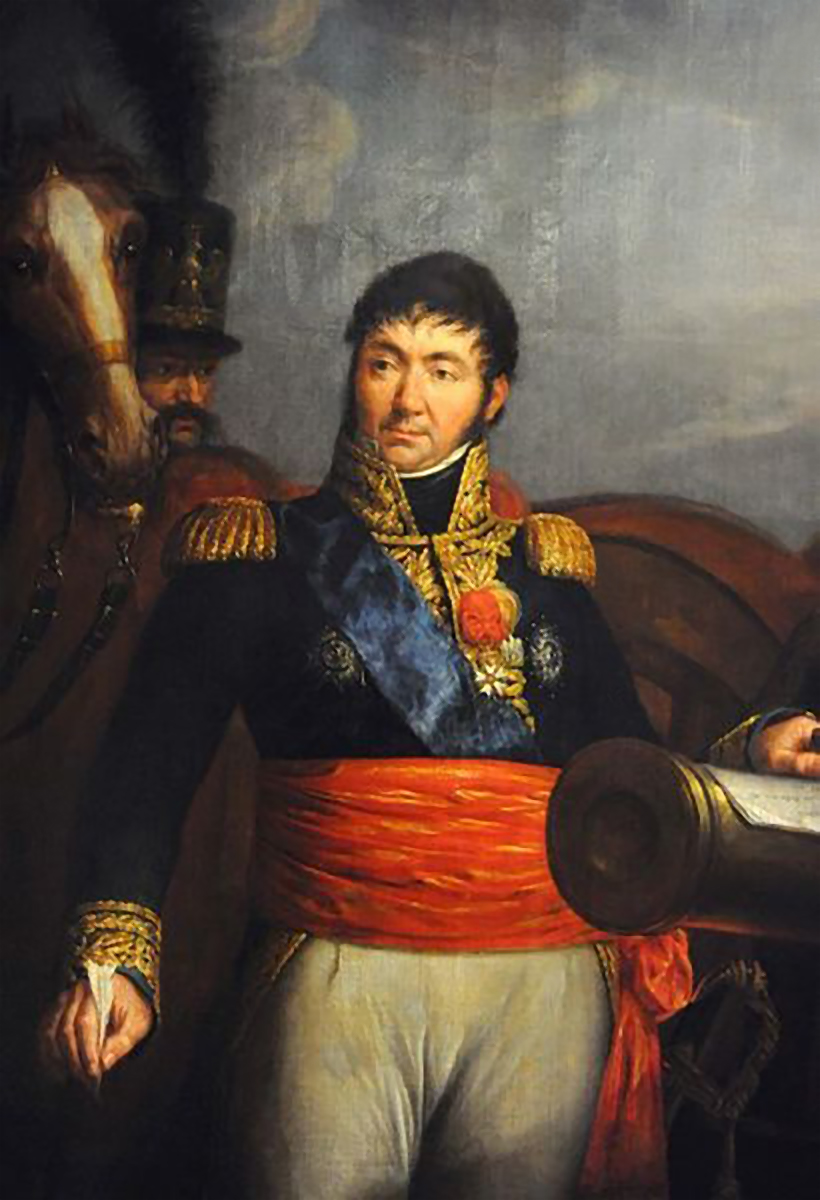
Édouard Jean-Baptiste Milhaud

Édouard Jean-Baptiste Milhaud (* 10. Juli 1766 in Arpajon-sur-Cère; † 8. Januar 1833 in Aurillac) war ein französischer Général de division.

## Leben
Milhaud erhielt 1789 sein Offizierspatent und wurde 1791 zum Kommandant der Nationalgarde von Aurillac gewählt. An Juli 1792 diente er als Capitaine bei einer Einheit Jäger zu Pferde. Er trat den Montagnards bei und besuchte regelmäßig den Jakobinerclub. Im Januar 1793 stimmte er beim Prozess gegen König Ludwig XVI. für dessen Hinrichtung. Er fungierte ab Mai 1793 als Vertreter des Konvents bei der Armee der Ardennen und ab 19. August bei der Rheinarmee. Er wurde noch Herbst 1794 zur Armee in den östlichen Pyrenäen versetzt und stellte unter General Dugommier mit seinem Parteikollegen de Soubrany als Mitglied des Militärausschusses des Konvents die Ordnung der dortigen Truppen wieder her. Nach dem Tod von Robespierre kehrte er im Juli nach Paris zurück. Am 26. Dezember 1795 wurde er zum Chef de brigade befördert und zum Kommandanten des 5e régiment de dragons in der Armée d’Italie ernannt. Im September 1796 war mit seiner Truppe in der  Schlacht bei Bassano eingesetzt.
Er kämpfte 1805 als Général de brigade zunächst beim Korps des Prinzen Murat, besetzte am  1. November Linz und verfolgte den Feind am nächsten Tag zum Dorf Astern. Ab 14. November führte er die Avantgarde von Marschall Davout, verfolgte die Österreicher über Wolkersdorf nach Brünn und nahm an der Schlacht bei Austerlitz teil. Am 28. Oktober 1806 zwang er die 6.000 Mann der Division des Prinzen von Hohenlohe zur Kapitulation und wurde am 30. Dezember desselben Jahres zum Général de division befördert. Er nahm an der Schlacht bei Eylau teil. Für seine Verdienste erhob ihn Napoleon am 10. März 1808 in den Grafenstand.
Von 1808 bis 1812 nahm er am Feldzug in Spanien teil. Am 19. November zerstreute er ein spanisches Milizbataillon bei Valverde und besiegte die Guerilla unter Empecinado. Ende März 1809 verfolgte er nach der Schlacht von Ciudad Real den Gegner über die Sierra Morena nach Almagro. Am 18. November 1809 wurde er während der Schlacht bei Ocaña von der spanischen Avantgarde angegriffen, wies diese aber energisch zurück und konnte nach dem Gegenangriff Soults einen Großteil der spanischen Artillerie erbeuten.
Im Feldzug von 1813 befehligte er die 6. Schwere Kavalleriedivision im Verband des 5. Kavalleriekorps (General Pajol) und nahm an der Völkerschlacht bei Leipzig teil. Auf Grund seiner Erfahrungen mit dieser Waffengattung wurde Milhaud 1814 zum Generalinspekteur der Kavallerie ernannt.

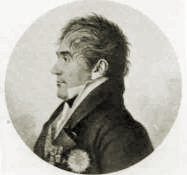
Édouard Jean-Baptiste Milhaud

Während der Herrschaft der Hundert Tage schloss er sich wieder Napoleon an. In der Schlacht bei Ligny am 16. Juni 1815 durchbrach er mit seiner Kürassier-Division das Zentrum der preußischen Armee und sicherte Napoleon einen letzten Teilerfolg. In der folgenden Schlacht bei Waterloo am 18. Juni 1815 zeichnete er sich durch seine unerschrockenen Kavallerieattacken aus.
Nach der zweiten Restauration wurde Milhaud wegen seiner loyalen Haltung zu Napoleon von König Ludwig XVIII. verbannt. Nach der Julirevolution 1830 wurde er nach Frankreich zurückgerufen, starb aber schon am 8. Januar 1833.

## Ehrungen
Sein Name ist am Triumphbogen in Paris in der 35. Spalte eingetragen.